# Hockeyclub „Die 48er“
Der Hockeyclub „Die 48er“ ist ein österreichischer Eishockeyverein, der zurzeit in der dritthöchsten österreichischen Spielklasse, der Oberliga, aktiv ist.

## Geschichte
Die heutige Form des Vereins entstand im Jahr 1994, als sich „Die 48er“, die bislang ein Team für ausschließlich erwachsene Spieler gewesen waren, mit den Vienna Young Tigers zusammenschlossen. Der Verein unterhält heute Mannschaften in allen Altersklassen und bildet auch Mädchen zu Eishockeyspielern aus. Die Kampfmannschaft konnte zweimal den Meistertitel der Wiener Liga erringen und wurde auch zweimal Vizemeister der Oberliga. Nach einem Jahr Pause aufgrund von finanziellen Problemen tritt die Mannschaft seit der Saison 2009/10 wieder in der Oberliga an.
Der Verein unterhält außerdem mehrere Kooperationen, unter anderem mit dem niederösterreichischen Eishockeyverband, der Okanagan Hockey School in St. Pölten (eine Zweigstelle von Hockey Canada) und mit VSK Technika Brno aus Tschechien. Im Nachwuchsbereich treten Mannschaften unter anderem in den österreichischen und tschechischen Jugendligen an. Den größten Erfolg konnten die Mannschaften der U13 und U15 mit dem österreichischen Meistertitel verzeichnen.
In der Saison 2011/12 nannte die Mannschaft nicht mehr zur Wiener Liga, in erster Linie aus finanziellen Gründen, da Sponsorgelder der MA48 ausblieben. Es verblieb damit das Farmteam „48er Monsters“, die seit 2000 in der Wiener Unterliga recht erfolgreich tätig waren (5 Titel), als einzig im Spielbetrieb.
2021 – also nach 10 Jahren ohne aktiven HC Die48er – wurde der Verein dann offiziell in Monsters Hockey Vienna umbenannt, die Monsters sind weiterhin mittlerweile 25 Jahr in der 2. Wiener Spielklasse aktiv.

## Spielstätte
Als Heimstätte dient den 48ern unter anderem die Albert-Schultz-Eishalle im Wiener Bezirk Kagran, die ein Fassungsvermögen von etwa  7.000 Zuschauern besitzt und unter anderem das Heimstadion des Bundesligaclubs Vienna Capitals ist.
Als Heimstätte dient den 48er Monsters (Farmteam bis 2011) bzw. Monsters Hockey Vienna seit 2000 der Wiener Eisring Süd in Wien Favoriten.